# 1929 en hockey sur glace
Cette page présente les évènements de l'année 1929 au hockey sur glace.

## Amérique du Nord

### Ligue nationale de hockey
- Les Bruins de Boston remportent la Coupe Stanley 1929.

## Europe

### Allemagne
- Le Berliner Schlittschuhclub remporte un 11e titre de champion d'Allemagne[1].

### France
- Coupe Magnus : Chamonix est sacré champion de France.

### Suisse
- HC Davos est sacré champion de Suisse.

## International
- 3 février : la Tchécoslovaquie remporte le championnat d'Europe devant la Pologne.